# Гарсон (причёска)

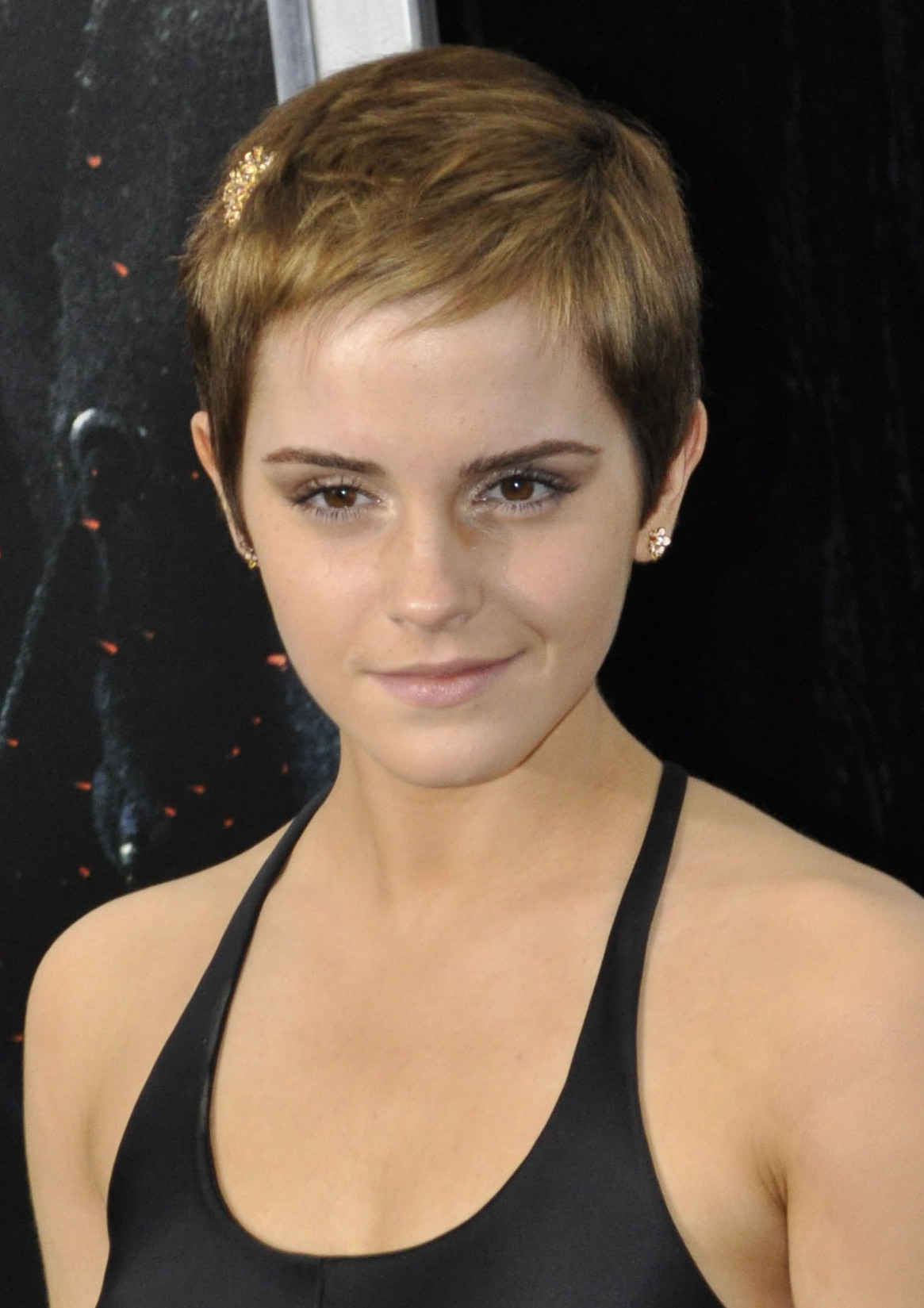
Эмма Уотсон с причёской гарсон

Гарсо́н (фр. coupés à la garçonne, прическа а-ля-гарсон) — дамская причёска из коротких волос, появившаяся в первой половине 1920-х годов. В Германии и Чехии — бубикопф (нем. Bubikopf, букв. «голова мальчика»).
Может также обозначаться как пикси (англ. pixie), которая, однако, является развитием причёски гарсон, возникшим в 1960-х: если традиционный гарсон выполняет ровным срезом, то срезы для пикси более разнообразные.

## История
В 1922 году во Франции вышел в свет роман Виктора Маргерита «Холостячка» (фр. La Garçonne), произведшая бурный скандал своим появлением. В результате популярности романа становится популярным стиль женщины-мальчика с угловатой девичьей фигурой. Такой женщине уже ни к чему локоны и букли — она легко расстаётся с привычной женской причёской. Такая женщина-мальчик освобождена от гендерных стереотипов и располагает заметно большей свободой действий.
В СССР причёска гарсон становится популярна не только среди обеспеченных модниц, но и в рабоче-крестьянской среде.
К концу 1920-х годов причёска гарсон становится более женственной, волосы не просто коротко стригут, но тщательно завивают и укладывают волнами.